# 26268 Nardi
26268 Nardi è un asteroide della fascia principale. Scoperto nel 1998, presenta un'orbita caratterizzata da un semiasse maggiore pari a 2,2198873 UA e da un'eccentricità di 0,1261666, inclinata di 3,87421° rispetto all'eclittica.